# Курносов, Игорь Дмитриевич
Игорь Дмитриевич Курно́сов (30 мая 1985, Челябинск — 8 августа 2013, там же) — российский шахматист, гроссмейстер (2003). Стабильно имел рейтинг 2650+, в мае 2010 года набрал 2680 очков, что является наивысшим показателем в карьере шахматиста. В рейтинге Международной шахматной федерации (FIDE) Игорь занимал 84-е место.
В составе команды «Томск-400» победитель командного чемпионата России 2012 г. и серебряный призёр командного чемпионата страны 2011 г.

## Биография
В 2009 году оказался в центре скандала, когда, выиграв за 21 ход чёрными у супергроссмейстера Мамедьярова, был обвинён последним в подсказках компьютера. Подозрение вызвали выходы Курносова из зала во время партии и совпадение ходов с предлагаемыми шахматной программой «Рыбка».
Победитель «Politiken Cup 2011». В 2013 году стал победителем в «Nakhchivan Open 2013» и «20th Abu Dhabi International Chess Festival».
Погиб в ДТП ночью 8 августа 2013 года. В память о шахматисте в Челябинске проходит «Мемориал Игоря Курносова».

## Изменения рейтинга
| Графики недоступны из-за технических проблем. См. информацию на Фабрикаторе и на mediawiki.org. |